# Comté de Saline (Kansas)
Pour les articles homonymes, voir Comté de Saline.
Le comté de Saline est l’un des 105 comtés de l’État du Kansas, aux États-Unis. Fondé le 15 février 1860, il porte le nom de la rivière Saline.
Siège et plus grande ville : Salina.

## Géolocalisation
| Lincoln County    | Comté d’Ottawa     |                    |
| Comté d'Ellsworth | Comté de Saline    | Comté de Dickinson |
|                   | Comté de McPherson | Comté de Marion    |